# Gene Ha
Gene Ha (n. 19??) es un artista de cómics estadounidense famoso por su trabajo en títulos como Top 10 y Top 10: The Forty-Niners, con Alan Moore y Zander Cannon para America's Best Comics; la novela gráfica de Batman Fortunate Son, con Gerard Jones; y The Adventures of Cyclops and Phoenix, entre otros. También ha dibujado Global Frequency y algunas portadas para Wizard Magazine y Marvel Comics.
Hijo de inmigrantes coreanos, Ha nació en Chicago y fue criado en South Bend, Indiana. Se graduó de la Facultad de Estudios Creativos en Detroit. Actualmente reside en Oak Park, Illinois con su esposa Lisa y dos beagle-bassets.

## Trabajos actuales
En 2006, Ha dibujó para Wildstorm los primeros cuatro números del relanzamiento de The Authority, escritos por Grant Morrison, los cuales serían publicados en forma bimestral. Sin embargo, problemas internos en la compañía causaron que sólo los primeros dos números salgan a la venta antes de que la serie fuera postergada hasta nuevo aviso.
En 2007, ilustró un número de Justice League of America, el 11, escrita por Brad Meltzer. Esta historia, que fue alabada por la crítica, presenta una aventura unitaria protagonizada por Flecha Roja y Vixen. Ha también ilustró la portada variante de este número, mientras que la portada regular era realizada por Michael Turner.
Según su propio blog, Gene Ha pronto estará trabajando en una nueva serie de Top 10 que será escrita por Zander Cannon, y en un proyecto con el guionista Bill Willingham.